# Bienal de La Habana
La Bienal de La Habana es una bienal de arte contemporáneo que se lleva a cabo en La Habana, Cuba, desde 1984. Es organizada por el Centro de Arte Contemporáneo Wifredo Lam y se realiza en las instalaciones de su sede -la ex mansión de los Condes de Peñalver, un edificio del siglo XVIII declarado Patrimonio de la Humanidad- y otros espacios como el Centro Hispanoamericano de la Cultura, el Centro de Desarrollo de las Artes Visuales, el Museo de Bellas Artes Universal y el Instituto Superior de Arte, entre otros. La muestra reúne obras de artistas de diferentes países bajo un criterio curatorial que tradicionalmente se ha enfocado en temas latinoamericanos y del tercer mundo.
Desde mediados de la década de 1990 mantiene una periodicidad de cada tres años. A pesar de su carácter trienal, la Bienal conserva su nombre pues así ha sido difundida internacionalmente desde sus inicios y responde al concepto original del evento.
El 14 de octubre de 2021 una larga lista de artistas e intelectuales de Cuba y el mundo, publicaron un manifiesto a manera de boicot de la 14.ª Bienal de La Habana a raíz de las persecuciones del Gobierno cubano contra artistas y escritores. En el texto "Por qué decimos NO a la Bienal de La Habana y pedimos que hagas lo mismo", se denuncian los encarcelamientos masivos de cubanos que marcharon el 11 de julio de 2021(varios de ellos menores de edad) y el hostigamiento a artistas e intelectuales, que han sido violentados de diversas formas por agentes de la dictadura por el solo hecho de ejercer sus derechos constitucionales, como la libertad de pensamiento, conciencia y expresión.

## Historia

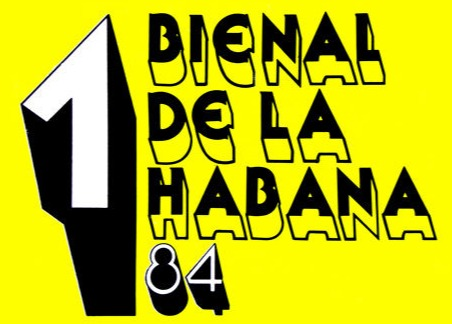
no

### Primera Bienal de La Habana
Presidenta del Comité Organizador: Marcia Leiseca
La primera Bienal de La Habana se llevó a cabo en 1984 y fue dedicada únicamente a Latinoamérica y el Caribe. Contó con la participación de 800 artistas de 22 países, y con la colaboración de numerosos historiadores y críticos de casi todo el continente. El evento se focalizó en temas como la tradición y la contemporaneidad, desafíos, arte, sociedad y reflexión, hombre y su memoria, vida arte y vida urbana.
Los trabajos de los artistas incluyeron obras de una amplia variedad de técnicas y tendencias como fotografía, videoarte, instalaciones y performances. Tuvo carácter de concurso en los géneros de pintura, grabado, dibujo y fotografía.
El Gran Premio Wifredo Lam fue otorgado al artista Arnold Belkin. Contó con la participación de artistas como Carmelo Arden Quin, José Gamarra, Carlos Alonso, Horacio García Rossi, Adolfo Patiño, Ever Astudillo,Roberto Fabelo, Omar Rayo, León Ferrari, Fernell Franco, Tomás Sánchez. Herman Braun-Vega expuso su díptico Bolívar, Luz y Penumbra que ahora forma parte de la colección del museo universitario del Chopo, del que Arnold Belkin era director en ese momento.

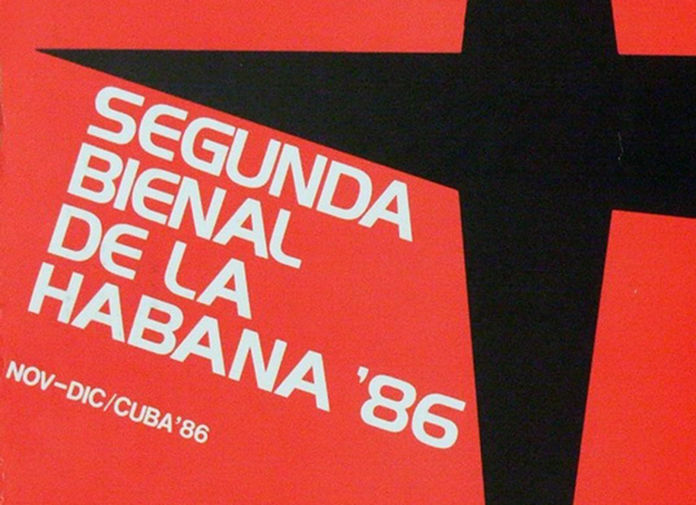
no

### Segunda Bienal de La Habana
Director: Llilian Llanes
Celebrada en 1986, se buscó una labor curatorial más amplia, extendió su alcance y contó con la presencia de artistas procedentes de África, Medio Oriente y Asia. Participaron 700 artistas de 56 países. El objetivo fundamental de esta edición fue posicionar el evento en el Tercer Mundo. Consolidándose también como lugar de encuentro para artistas "no occidentales".
Fueron premiados en esta bienal José Bedia Valdés, Carlos Capelán, Alberto Chissano, Jogen Chowdury, Joaquín Lavado (Quino), Lani Maestro, Manuel Mendive, Antonio Ole, Marta Palau, José Tola.

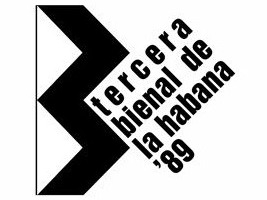
no

### Tercera Bienal de La Habana
Tema: Tradición y Contemporaneidad en las artes plásticas y el ambiente del Tercer Mundo
Director: Llilian Llanes
Al realizarse en 1989 la tercera edición del certamen se decidió reajustar el carácter abierto que lo caracterizó en su etapa fundacional, instrumentándose, a partir de entonces, un criterio curatorial bajo premisas previamente definidas por el equipo organizador. Después de esta fecha los artistas de los diferentes países y zonas geográficas son expresamente seleccionados por los curadores del evento, en virtud de la orgánica articulación de su obra con la tesis que se trabaja en cada ocasión. Esta Bienal planteó como parte de su tesis las interrelaciones entre el llamado arte culto y el arte popular.
Contó con la participación de cerca de 300 artistas de 41 países.

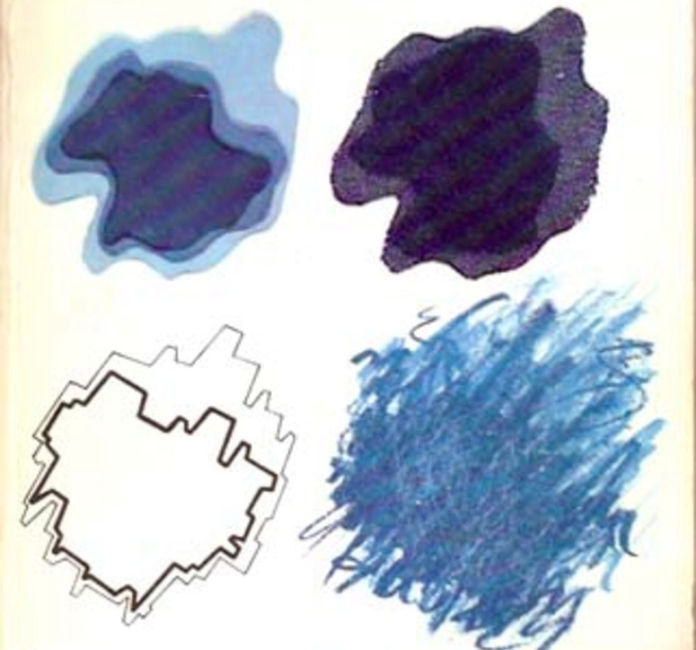
no

### Cuarta Bienal de La Habana
Tema: Desafío a la Colonización
Director: Llilian Llanes
Celebrada en 1991, funcionó como un espacio excepcional para la reflexión acerca del significado de la colonización y neocolonización, no solo de los contenidos de nuestras sociedades y culturas, sino también de los lenguajes e instrumentos manejados en la actualidad. Esta Bienal se realizó en el contexto de la polémica que generó la celebración del V Centenario del Descubrimiento de América.
Contó con la participación de cerca de 200 artistas de 45 países.

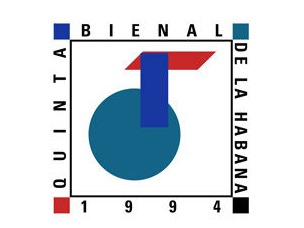
no

### Quinta Bienal de La Habana
Tema: Arte, Sociedad y Reflexión
Director: Llilian Llanes
Esta edición de la Bienal inaugurada en 1994 tuvo la intención poner de manifiesto los estrechos vínculos existentes entre la producción artística y los conflictos contextuales, como cualidad consustancial a toda una zona del arte contemporáneo de nuestras regiones. Se trabajaron temas particulares como: el entorno físico y social; las diferentes expresiones de la marginalidad y las relaciones de poder en la esfera del arte; el fenómeno de las migraciones y los procesos interculturales; los conflictos del ser humano que habita en ¨la periferia de la postmodernidad¨; y las apropiaciones y entrecruzamientos culturales.
Contó con la participación de cerca de 200 artistas de 43 países.

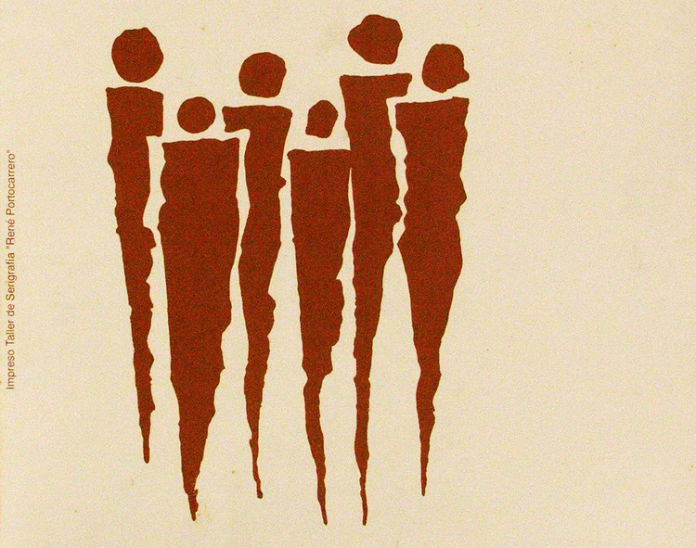
no

### Sexta Bienal de La Habana
Tema: El individuo y su memoria
Directora: Llilian Llanes
El evento, que tuvo lugar en 1997, mostró la obra de un considerable grupo de artistas que habían apelado a diversos registros de la memoria con el propósito de reafirmar su condición humana y social. La crisis de valores éticos y espirituales así como los conflictos existenciales, fueron reflejados en proyectos a través del sobredimensionamiento del cuerpo y del uso de objetos propios que asumen una connotación simbólica y que revelan un sentido de pertenencia o explican su capacidad de evocación.
Contó con la participación de 170 artistas de 41 países.

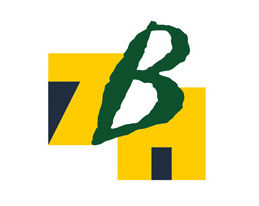
no

### Séptima Bienal de La Habana
Tema: Uno más cerca del otro
Director: Nelson Herrera Ysla
Se llevó a cabo de noviembre de 2000 a enero de 2001. Más de 171 artistas de 43 países participaron en esta edición de la bienal, entre ellos Nadín Ospina, Susan Hiller, Luis Gómez, Francis Alÿs, Álida Martínez, Julieta Aranda , Tania Bruguera, Mónica Nador, Regina Aguilar, Diana Domingues, Adriana González Brun, el H Comité de Reivindicación Humana,  Jean-Pierre Raynaud, Rafael Lozano-Hemmer, Los Carpinteros, Grupo Escombros, César Martínez Silva, Teresa Margolles, Miguel Calderón, Santiago Sierra, entre otros. Se realizaron numerosos eventos en diversos lugares públicos de la ciudad explorando las relaciones interpersonales y modos de comunicación entre los seres humanos.
Su objetivo fue reflexionar sobre el impacto de los avances tecnológicos en el fenómeno de la comunicación en diferentes ámbitos, que sin duda alguna han generado nuevos comportamientos individuales y sociales, pues el propio sistema del arte se ha visto afectado por esta circunstancia, dado que han aparecido nuevos soportes para la circulación de las obras, así como para su comercialización. Esto ha influido en la relación del artista con el público, del artista con la comunidad, con la ciudad y ha replanteado la integración del arte al hábitat cotidiano.
Se realizaron intervenciones urbanas en varios sitios de la zona histórica de la capital y de su zona moderna mediante proyectos de gráfica mural y la realización de obras en espacios semi abandonados que permitieron la participación de miembros de la comunidad o el barrio donde se llevaron a cabo. También por primera vez se efectuó un Encuentro Internacional de Estudiantes de Arte en la Sede del Instituto Superior de Arte de La Habana.

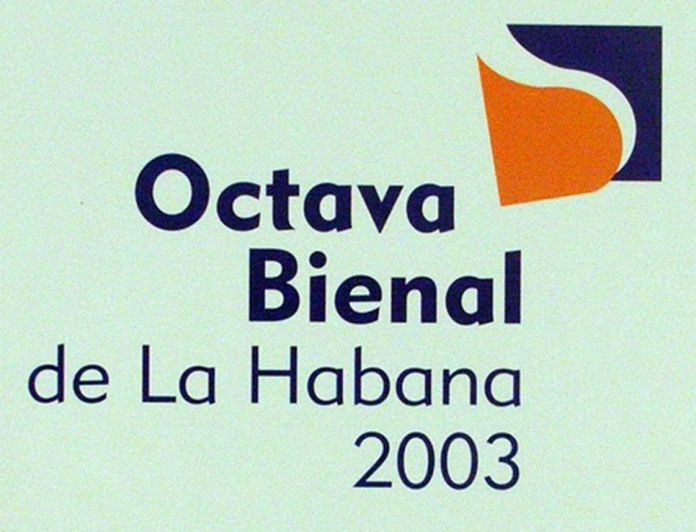
no

### Octava Bienal de La Habana
Tema: El arte con la vida
Director: Hilda María Rodríguez
La octava edición de la Bienal se convocó para el año 2003, bajo el espíritu de El arte con la vida, para provocar reflexiones sobre la vida cotidiana, sus conflictos y bonanzas, los problemas y semblanzas de nuestras ciudades, el rol del arte en los territorios de coexistencia, en fin, las posibles relaciones entre arte y vida, incluyendo todas sus posibles fracturas.
Contó con la participación de 150 artistas de 48 países.

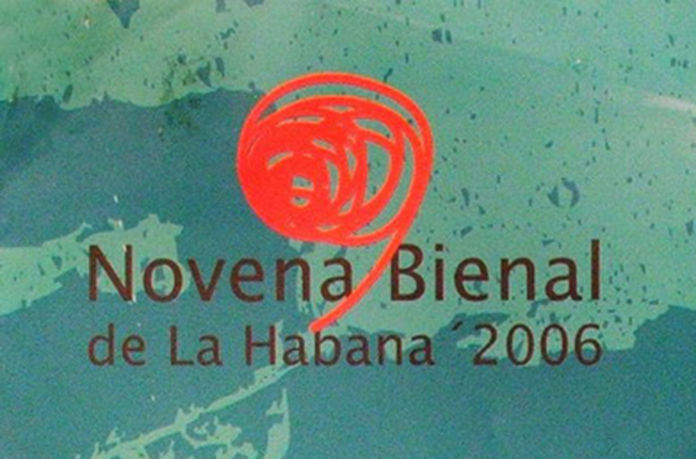
no

### Novena Bienal de La Habana
Tema: Dinámicas de la cultura urbana
Director: Rubén Del Valle
Celebrada en el 2006, en esta edición se pretendió llamar la atención sobre la cultura visual contemporánea, que le debe mucho a los componentes populares en el escenario urbano, la arquitectura y los elementos gráficos que producen una compleja trama de relaciones, coherentes en algunos casos, caótica en otros, pero sin dudas, imprescindible en el paisaje de la vida cotidiana. Se desarrollaron tópicos como: la implosión demográfica, tradiciones y economía informal, transformaciones urbanas operadas por inmobiliarias asociadas al turismo, la ciudad multicultural, urbanización acelerada, crecimiento descontrolado de las urbes, saturación publicitaria, pobreza y gentrificación, ruralización, y cultura culinaria e identidad. No faltaron las intervenciones urbanas en calles, paradas de buses, y en menor medida las de carácter interactivo como el proyecto itinerante Museo Peatonal.
Contó con la participación de 113 artistas de 49 países.

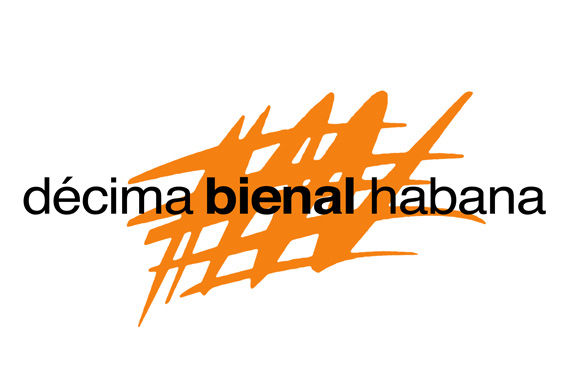
no

### Décima Bienal de La Habana
Tema: Integración y resistencia en la era global
Director: Rubén Del Valle
Se realizó desde el 27 de marzo al 30 de abril de 2009, en el marco del 25 aniversario del evento.
El equipo curatorial designado por el Centro de Arte Contemporáneo Wilfredo Lam examinó más de 400 ofertas presentadas por artistas de 44 países y contó finalmente con la participación de 114.
Además de la exhibición de arte, incluyó conferencias, clases y talleres, proyecciones de documentales y otras actividades. Los artistas transformaron la ciudad en un escaparate de arte contemporáneo, asumiendo todos los espacios urbanos disponibles y galerías municipales.
Los temas trabajados por los artistas incluyeron las relaciones entre tradición y realidad contemporánea, desafíos a los procesos históricos de la colonización, las relaciones entre arte y sociedad, individuos y sus memorias, los efectos del desarrollo tecnológico en la comunicación humana y la dinámica de la cultura urbana.

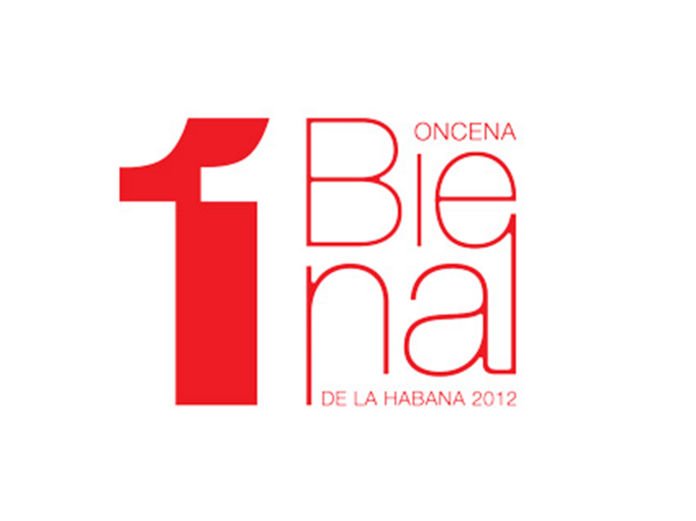
no

### XI Bienal de La Habana
Tema: Prácticas artísticas e imaginarios sociales
Director: Jorge Antonio Fernández Torres
La edición de 2012, bajo el lema "Prácticas artísticas e imaginarios sociales", reunió a más de 115 artistas de 43 países, con representaciones de arte contemporáneo de México, Guatemala, España, Colombia, Ecuador, Argentina, Brasil, Nicaragua y Panamá, entre otros.
En la oncena edición de la Bienal de La Habana, inaugurada en el año 2012, se planteó como principal interés reflexionar sobre las bases en que se constituyen las redes sociales y se convierten en espacio de socialización donde se comparte información y se generan contenidos. Era esencial propiciar los diálogos entre los de adentro y los de afuera, trabajar con el arte vivo e involucrar de forma permanente al espectador. El contexto cubano y los espacios públicos se convertirían en un laboratorio temporal de experimentación artística.

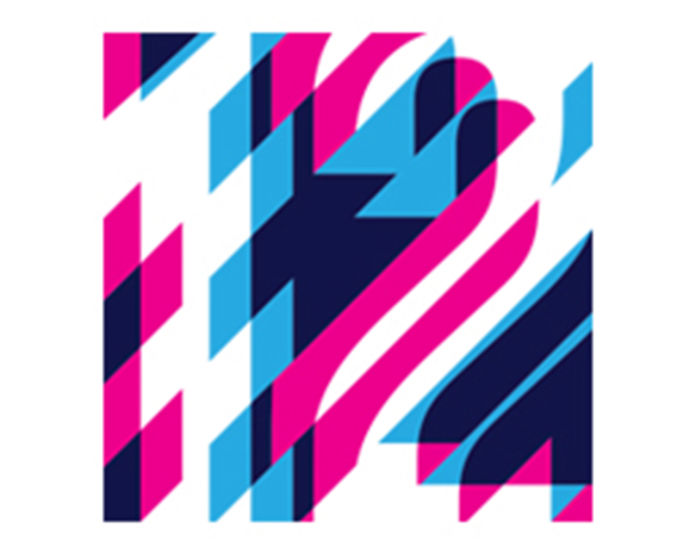
no

### XII Bienal de La Habana
Tema: Entre la idea y la experiencia
Director: Jorge Antonio Fernández Torres

Para la 12a edición, realizada entre el 22 de mayo y el 22 de junio de 2015, se planteó como tema "Entre la idea y la experiencia", un recorrido por la historia de la propia bienal.  Aspiraba a instalarse en aquellos intersticios de la ciudad que facilitaran el trabajo sobre los presupuestos referidos. Estas ideas ampliaron las disímiles miradas sobre el papel y las funciones de la curaduría en los diversos escenarios, sobre lo pertinente o no de un tema que presidiera las dinámicas de las obra misma y el entorno en el que se produce o sobre la intervención que genera cada proceso creativo según el lugar y la situación para que fueron pensados.
Fueron organizados eventos exteriores de gran envergadura y popularidad como "Zona Franca", ubicada en La Cabaña, y "Detrás del muro", que se adueñó del malecón habanero. Además, contó con una muestra colateral que incluyó más de cien intervenciones en toda la ciudad y cerca de 50 open studios, modalidad que permitió a los artistas compartir su espacio de creación, escapando tal vez a una curaduría estricta, y a la audiencia ser partícipe de ese arte.

### Artistas
Centenares de artistas han participado en las diferentes ediciones de la Bienal de La Habana, como Antoni Muntadas, Marta Palau Bosch, León Ferrari, Liliana Porter, Arnold Belkin, Fernell Franco, Oscar Muñoz, Ernesto Neto, Marco Maggi, Nelson Ramos, Luis Camnitzer, Lacy Duarte, Andrea Goic, Tania Bruguera, José Bedia, Rubén Alpízar Quintana, William Kentridge, Nicholas Hlobo, Jorge Pablo Lima, Geranio Rodríguez, Juvenal Ravelo, Nadín Ospina, Lorenzo Padilla Diaz, Rachel Valdés entre muchos otros.[cita requerida]

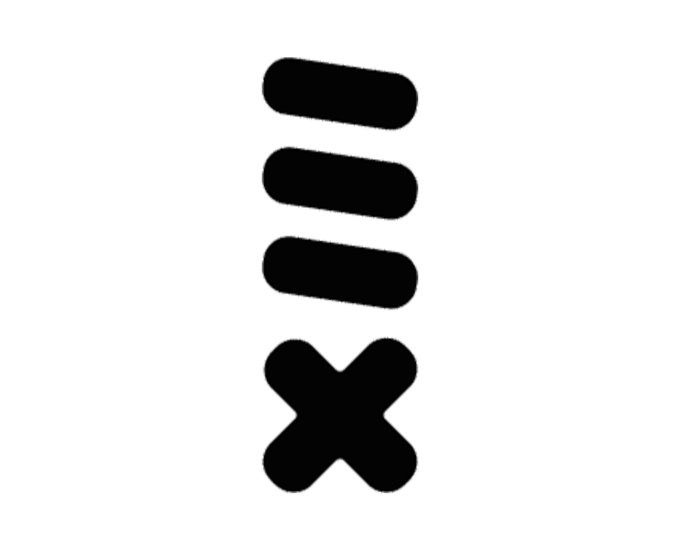
no

### XIII Bienal de La Habana
Tema: La Construcción de lo Posible.
Dirección: Jorge Alfonso 
La última edición de la Bienal de La Habana, realizada hasta la fecha, se propuso fomentar la interacción entre los artistas, curadores, expertos e institución en toda una variedad de procederes que aporten variantes de sostenibilidad, sin alejarse del carácter propositivo que toda obra o proyecto artístico representa. Aspiramos a que el arte señale nuevos caminos de razonamiento colectivo y que sus realizaciones ofrezcan, a partir de la confrontación de diferentes modelos creativos y de circulación, un mayor acercamiento entre públicos, localidades y niveles de experiencia. Junto a la idea de responder al presente, estas prácticas esbozarían posibles nociones de futuro que, al menos en el nivel poético o simbólico, se correspondan con algunas necesidades de transformación social.
Por primera vez, la Bienal de La Habana también tuvo lugar en otras ciudades cubanas, entre ellas Matanzas, donde tuvo lugar Ríos Intermitentes. Como artista invitada a la XIII Bienal de La Habana, María Magdalena Campos-Pons aprovechó para iniciar un proyecto que dinamizaría la comunidad artística matancera. Ha sido apoyado activamente por el Centro Wifredo Lam, así como por instituciones matanceras, como el Consejo Provincial de Artes Visuales, la Galería Pedro Esquerré y un equipo curatorial internacional que incluye a Octavio Zaya, Salah M. Hassan, Annie Aguettaz y Selene Wendt.

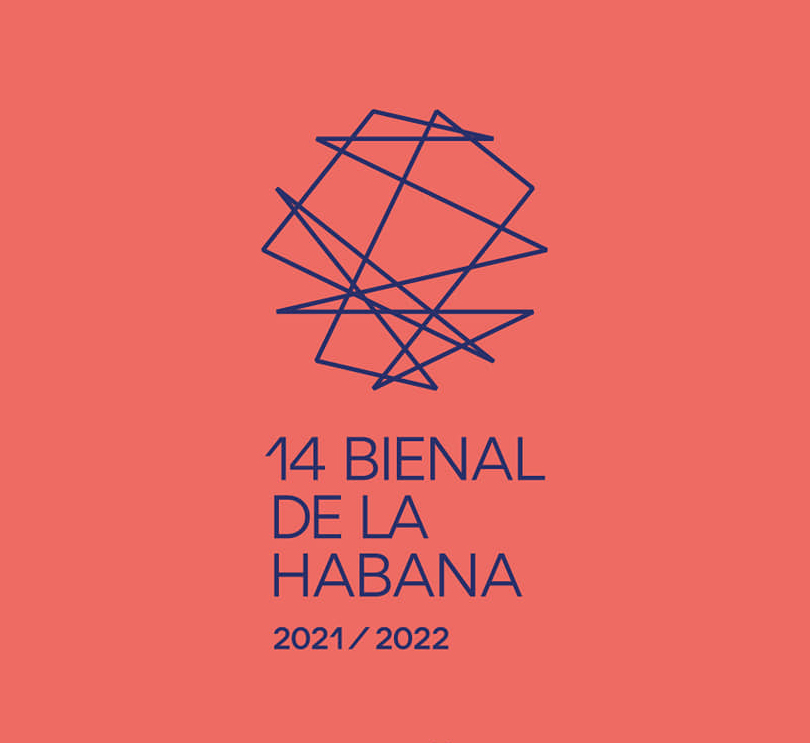
no

### 14 Bienal de La Habana
Tema: Futuro y Contemporaneidad
Director: Nelson Ramírez de Arellano
La 14 edición de la Bienal de La Habana se celebrará del 12 de noviembre de 2021 al 30 de abril de 2022 y presentará cambios significativos en su estructura y duración. Por primera vez el evento abarcará un período de casi seis meses y estará́ dividido en tres etapas que han sido denominadas Experiencias:
Experiencia 1: Preámbulo (Del 12 de noviembre al 5 de diciembre de 2021)
Experiencia 2: La Habana de la Bienal (Del 6 de diciembre al 24 de marzo de 2022) 
Experiencia 3: Regreso al porvenir (Del 25 de marzo al 30 de abril de 2022)
FUTURO Y CONTEMPORANEIDAD
Tomando como punto de partida la exploración de los vínculos posibles entre los conceptos de futuro y contemporaneidad, esta edición se interesará por los imaginarios que prefiguren el porvenir desde la experiencia del presente, y que examinen los caminos por los cuales hemos arribado a la actualidad. El evento prestará además especial atención a los discursos de los países situados al margen de los centros de poder, cuya sabiduría ancestral pudiera contribuir a una mejor comprensión de los problemas de la contemporaneidad y a la preservación de la vida en el planeta.
CONTROVERSIAS
El 14 de octubre de 2021 una larga lista de artistas e intelectuales de Cuba publicaron la carta pública llamada "Por qué decimos NO a la Bienal de La Habana y pedimos que hagas lo mismo", a raíz de las persecuciones del Gobierno cubano contra artistas y escritores. En el texto, se denuncian los encarcelamientos masivos de cubanos que marcharon el 11 de julio de 2021 (varios de ellos menores de edad) y el hostigamiento a artistas e intelectuales, que han sido violentados de diversas formas por agentes de la dictadura por el solo hecho de ejercer sus derechos constitucionales, como la libertad de pensamiento, conciencia y expresión. 
A la solicitud se plegaron destacados artistas y teóricos del arte que estaban invitados a la Bienal o que han participado de ellas en otras ediciones, como Marina Abramović, Nicolas Bourriaud, Henry Eric Hernández, Carlos Garaicoa, Teresa Margolles, Rachel Price, José A. Vincench, Cildo Meireles, Tania Bruguera, Cuauhtémoc Medina, Tamara Díaz Bringas, Coco Fusco, Jorge Tacla, Paco Barragán, W. J. T. Mitchell, entre otros.